# Чернышов, Борис Николаевич
Борис Николаевич Чернышов (23 мая 1937, Воронеж — 30 октября 2004, там же) — советский футболист, выступавший на позиции нападающего и полузащитника, и футбольный тренер. Сыграл 3 матча в высшей лиге СССР. Мастер спорта СССР (1960).

## Биография
Воспитанник воронежского футбола, выступал за местные коллективы «Спартак» и «Динамо».
В 1958 году присоединился к команде мастеров «Крылья Советов», позже переименованной в «Труд» (ныне — «Факел»). В её составе в 1959 году стал бронзовым призёром чемпионата РСФСР среди команд класса «Б», а в 1960 году — победителем класса «Б» и чемпионом РСФСР. В 1961 году, когда воронежский клуб играл в классе «А», футболист не был игроком основного состава и сыграл лишь три матча, во всех выходил на замену. Дебютную игру на высшем уровне провёл 20 апреля 1961 года против московского «Торпедо». В 1962 году стал обладателем серебряных наград класса «Б». Становился лучшим бомбардиром клуба в сезонах 1962 (9 голов) и 1964 (11 голов). Всего за девять сезонов в команде сыграл 223 матча и забил 44 гола в первенствах страны.
С 1968 года работал в тренерском штабе «Труда». В первой половине 1970 года был старшим тренером команды. В дальнейшем работал директором ДЮСШ «Локомотив», начальником команды «Стрела» и тренером «Химика» (Семилуки).
Скончался 30 октября 2004 года в Воронеже на 68-м году жизни.

## Стиль игры
Крепкий, коренастый, никогда не уходил от единоборства с защитниками соперников. Умел виртуозно прикрыть мяч корпусом, своевременно делал острый прострел или отдавал партнёру точный пас. Но и сам не упускал шанса пробить по воротам. Маневрируя возле чужих ворот, игрок мог нанести неожиданный выпад, а его сильный удар нередко заставал врасплох стражей ворот соперников— Век футбола. 1908—2008. Стр. 106